# 平湖市博物馆
平湖市博物馆位于中国浙江省嘉兴平湖市当湖街道新华南路372号。

## 历史
现馆址落成于1999年，建筑面积4900平方米，设有“平湖文物史迹”和“书画陈列”两个固定陈列。馆藏文物万余件，一、二、三级文物2000多件，如马家浜文化红陶喇叭形豆、良渚文化玉琮和石破土器、唐铜佛头及明犀牛角杯等，尤以明清及近现代书画为特色，如明文徵明行书轴、清华喦人物图轴、现代张大千山水图轴以及晚清“海上画派”诸家如吴昌硕、任颐的作品等。